# Kościół św. Brata Alberta w Dalszem
Kościół św. Brata Alberta w Dalszem – katolicki kościół filialny zlokalizowany we wsi Dalsze w gminie Myślibórz, w powiecie myśliborskim (województwo zachodniopomorskie). Należy do parafii Świętego Krzyża w Myśliborzu.

## Historia i architektura
Murowany z kamieni narzutowych kościół w Dalszem został zbudowany w XIV wieku. W 1712 roku dobudowana została do niego wieża. Po zniszczeniach został odremontowany w 1876 roku. Po 1945 roku kościół popadł w ruinę, został odbudowany w latach 1990–1993. Konsekrował go w dniu 16 maja 1993 roku biskup Marian Przykucki.
Sytuowany na rzucie prostokąta kościół nakryty jest dachem dwuspadowym. W szczycie wschodnim znajduje się prostokątna wnęka, w której umieszczony jest krzyż. Od strony zachodniej do kościoła przylega wieża na planie kwadratu. W jej przyziemiu znajduje się ostrołukowy portal wejściowy, powyżej którego umieszczony jest oculus. W wieży znajdują się ostrołukowe okna. W ścianie bocznej nawy znajdują się uskokowe, pełnołukowe okna, uskokowy oculus i portal. Teren wokół kościoła otoczony jest kamienny murem. Wnętrze świątyni jest współczesne, podczas odbudowy nie zostało zrekonstruowane w historycznej formie.